# 데일 디키
데일 디키(Dale Dickey, 1961년 9월 29일 ~ )는 미국의 배우이다.

## 작품 목록
- 윈터스 본
- 버진 스노우
- 로스트 인 더스트
- 블러드 파더 - 체리즈 역
- 메시지 프롬 더 킹
- 푸어 보이
- 어 베리 소디드 웨딩
- 스몰 타운 크라임
- 인헤리턴스
- 흔적 없는 삶
- 블러드라인
- 팜스프링스 - 달라 역